# Туссенгаузен
Туссенгаузен (нім. Tussenhausen) — громада в Німеччині, знаходиться в землі Баварія. Підпорядковується адміністративному округу Швабія. Входить до складу району Унтеральгой.
Площа — 41,79 км2. Населення становить 3096 ос. (станом на 31 грудня 2020).